# Casa de Uceda
Casa de Uceda település Spanyolországban, Guadalajara tartományban. Casa de Uceda Valdepeñas de la Sierra, Villaseca de Uceda, El Cubillo de Uceda és Uceda községekkel határos. Lakosainak száma 111 fő (2024).

## Népesség
A település népessége az utóbbi években az alábbiak szerint változott:
| Lakosok száma | 105  | 110  | 116  | 87   | 135  | 117  | 96   | 89   | 98   | 111  |
|               | 2001 | 2004 | 2006 | 2009 | 2011 | 2014 | 2016 | 2019 | 2021 | 2024 |